# 陳少帝
陳少帝（ちんしょうてい、ベトナム語：Trần Thiếu Đế / 陳少帝）は、陳朝大越の第13代（最後）の皇帝。

## 生涯
第12代皇帝・順宗の長男。光泰11年3月15日（1398年4月2日）、順宗が母方の祖父の黎季犛に脅されて譲位させられると、わずか3歳で即位した。当然ながら幼年の少帝に実権はなく、国祖章皇を自称した黎季犛が全てを掌握していた。建新3年2月28日（1400年3月23日）、黎季犛に禅譲を迫られて譲位した。ここに陳朝は滅び、胡朝が成立した。
陳𭴣は黎季犛の娘の子だったために助命され、保寧大王に封じられたが、その後の記録はない。